# Невропсихоанализа
Невропсихоанализата е движение вътре в невробиологията и психоанализата, за да комбинира прозренията на двете дисциплини за по-добро разбиране на психиката и мозъка.

## Теоретична основа: Двойно аспектен монизъм
Невропсихоанализата се вмества в рамките на по-общата позиция на невропсихологията, свързвайки биологичния мозък с психологическите функции и поведение. Както пише Оливър Сакс: „Невропсихологията като класическата неврология има за цел да бъде изцяло обективна и нейната най-голяма сила, предимство идва от това. Но живите същества и особено човека е първото и последното, което е субект, а не обект. Това е точно субективното, живото `Аз' което е отхвърляно от неврологията“ (Sacks 1984, 164). Невропсихоанализата търси как да поправи това отхвърляне.
Субективната психика, тоест, усещанията, мислите, чувствата и съзнанието изглеждат напълно различни неща от клетъчната материя, която дава живот на психиката толкова много, че Декарт да заключи, че те са две различни неща, ум и тяло. Съответно той изобретява „дуализма“ на ума, дихотомията между ум и тяло. Тялото е едно нещо, а ума (дух или душа) е друга.

## Насоки на изследване
Към момента се работи в посока на:
- Либидото на Фройд отговаря на допаминергичната система за възнаграждение в мозъка.[1]
- Детската амнезия (липсата на памет за първите години от живота) се появява, защото вербалната лява хемисфера се активира по-късно през втората или третата година на живота, след невербалната дясна хемисфера, но децата могат да имат и имат процедурни и емоционални спомени.[2][3]
- Едиповите поведения (наблюдавани при примати) могат да бъдат разбрани като усилие да се интегрират системите за похот (управлявана от тестостерона), романтична любов (управлявана от допамина) и привързаност (управлявана от окситоцина) във връзка с ключови фигури в обкръжението.[4]
- Изглежда рационалните и съзнателни решения са управлявани от лимбичната система чрез емоции, които са несъзнавани.[5]

## Несъзнавано
Това е централно понятие в психоанализата и в много други психотерапевтични подходи. Според Зигмунд Фройд неприемливите импулси, идващи от несъзнаваното се отхвърлят от съзнанието, сякаш двете области са отделни. В неговия модел те са скрити и стават видими чрез отреагирането. Несъзнаваните процеси обаче не са отделни от съзнателните; между двете има динамично взаимоотношение – те си въздействат и влияят. Голяма част от несъзнаваното съдържа както изтласкани спомени и лични неприемливи състояния, така и преплетени невронни мрежи от вродени афекти, обусловеното учене, което те предизвикват, автоматични защити и техните асоциации. Идеите на Фройд са в известно съгласие с откритията на невропсихологията – област, която не е съществувала по негово време. Мрежите от ранните имплицитни спомени се наричат „нединамично несъзнавано“. Формират се преди паметовата система да е достатъчно зряла и оформят външни и вътрешни модели. В процес на израстване на детето, някои паметови асоциации изчезват от експлицитното възпроизвеждане, тъй като са заместени от по-нови спомени. Забравените спомени обаче могат да станат част от несъзнаваната система, която започва да влияе на психичното функциониране и поведение. Така несъзнаваното не е само „склад“ за изхвърлени спомени, а е динамична амалгама от синхронизирани процеси и заучени планове, които се повтарят. Ранните асоциативни връзки са фундаменталните тухли на несъзнаваните системи.
Колкото и да са недостъпни, несъзнаваните процеси непрекъснато се отреагират във всяка психична или поведенческа проява и във всички взаимоотношения, включително и терапевтичното. Чрез клъстери от невронни мрежи, интегриращи всички аспекти на мозъчното/психичното функциониране, несъзнаваното винаги се генерира в настоящите чувства, мисли и действия. Такива клъстери от неврони или зони могат да изпращат електрически импулси или да остават спокойни в отговор на външна или вътрешна стимулация. Безкрайната комбинация от изпращането или неизпращането на импулсите създава определени модели, образи или карти, асоциирани с конкретни емоционални, поведенчески или междуличностни ситуации. Процесът на картографиране ни помага да свързваме образите с думите. Огромна част от тези карти и модели са изцяло несъзнавани и се наричат несъзнавани Аз – системи. Но когато някои карти са важни за живота и станат част от съзнанието, те навлизат в работната памет и могат волево да се възпроизвеждат. Те представляват съзнателни Аз – състояния и са основата на рефлексивното съзнание. Кодираните в миналото Аз – системи винаги се възкресяват в настоящето, смесвайки минало и настояще, съзнателно и несъзнавано. Склонността да се отреагират несъзнавано и автоматично е основна характеристика на Аз – системите, а това прави несъзнаваното една динамична и винаги в действие система. Така се илюстрират замъглените граници между несъзнаваните Аз – системи и техните отреагирани проявления в съзнателни Аз – състояния. Подобни идеи за несъзнаваната автоматичност и повторение са имали Пиер Жане, Зигмунд Фройд, Йозеф Бройер и Мелани Клайн, които са получили съвременна подкрепа от невропсихологията.
За оцеляването, важна цел е била адаптацията. Тогава се осъществява еволюционен натиск за развитие на система за оцеляване, която може да действа бързо и без обмисляне, но въпреки това ефикасно. Автоматично отреагираните извън съзнанието модели стават много ефективни в изпълнението на повечето задачи, без да е необходимо да се разчита на обмислянето пред предизвикателствата. Автоматично и извън съзнанието мозъка прилага минали преживелищни уроци, така че да не ни се налага всеки път наново да учим нещата. С времето се развива обаче и друга система, която е по-бавна и обмисляща. Тя води до по-бавни мисловни функции и адаптация, зависещи от осъзнатото внимание. Тъй като това е спънка пред бързата адаптация, повтарящите се и автоматични Аз – системи остават основна част от адаптационните изисквания. Става ясно, че въпреки по-новото развитие на съзнателните процеси, несъзнаваните продължават да заемат централно място и да са в центъра на нашето функциониране. Макар че моделите на реакции стават бързи и автоматични това не гарантира способността им да реагират винаги подходящо на всяка ситуация, а сочи единствено, че реакцията се избира и изпълнява.
Анатомична част
В периода 1915 г. – 1917 г. Зигмунд Фройд пише „Трудове по метапсихология“. Там прави описание на съзнанието и несъзнаваното. От идеята за изтласкването тръгва и идеята за несъзнаваното. Там той отбелязва че:
„Нашата психична дейност се движи най-общо в две противоположни направления – или от нагоните през системата Несъзнавано до съзнаваната мисловна работа, или от външния стимул през системата Съзнание и Предсъзнавано до несъзнаваните катексиси на Аза и обектите“.
Чрез изследванията си невропсихологията достига до същите изводи за двупосочната връзка между съзнанието и несъзнаваното на ниво анатомия на мозъка. Невронните връзки от по-примитивните части на мозъка към най – развитите подкорови зони преминават през четири равнища:
- Мозъчен ствол
- Диенцефалон (таламус и хипоталамус)
- Лимбични структури (хипокамп и амигдала)
- Базални ганглии

Накрая невронните връзки преминават към мозъчната кора. Свързани с коровите зони, тези системи участват във всички телесни, психични и поведенчески функции. Базалните ганглии се модулират чрез допамин. Те избират или потискат поведения на базата на отношение спрямо наградата и благодарение на тях се установяват емоционалните, когнитивните и поведенческите навици. Така тези навици се изпълняват без посредничеството на съзнанието. Такова несъзнавано функциониране отговаря на нуждата от ефикасни и повтарящи се модели на изпълнение на навиците. Получава се бързо и автоматично приложение на всички навици. Това процедурно познание показва какви действия в миналото са водели до благоприятни или неблагоприятни резултати и е важно за всекидневния живот. Голяма част от придобитите навици и тяхната чувствителност към познатия контекст и ситуации са зависими от допамина и са под контрола на базалните ганглии. По този начин въз основа на физическа или емоционална стойност, кортико – стриалните вериги участват изцяло в активирането или потискането на подходящите реакции: приближаване или избягване. През цялото си развитие човек реагира и придобива широк спектър от допаминозависими реакции, чиято цел е минимизиране на болката и засилване на удоволствието. Това изцяло кореспондира с идеята на Фройд за „Принципа на удоволствието“. Изцяло извън съзнанието, мозъчният ствол заедно с емоционалния мозък и огледалните неврони определя без участието на съзнанието до каква степен всяка ситуация има значение за нас. Приписаната стойност след това влияе върху нервните сигнали и степента на емоционални и поведенчески реакции. Стриатумът е зоната, чувствителна към контекста, която генерира поведението. А контекстуалният смисъл, вграден в дадени ситуации поражда отреагирани несъзнавани модели. По този начин несъзнаваната система, оставена сама на себе си „не учи“ от реалността.
Малкият мозък е локусът на несъзнавните действия. Той позволява бързи и автоматизирани поведения. Въз основа на минали преживявания той се научава да прогнозира и определя кои невронни карти или Аз – системи ще се изразяват. Сама по себе си кората не може да изпълни тези функции, защото действието ѝ ще бъде твърде бавно. Кортико – церебралните невронни вериги „позволяват на малкия мозък да копира онова, което мозъка смята да направи“. Такъв е процесът на конструиране на вътрешни модели. Във функцията си на прогнозиращ регулатор, малкият мозък информира кората за предвиждания резултат от реакцията, позволявайки ѝ да изпълнява поведенията в реално време извън съзнанието. Активността на малкия мозък протича несъзнателно. Широк спектър информация се съхранява в него и изгражда несъзнаваните Аз – състояния.
Допаминова наградна система
Допаминовата наградна система управлява връзките между базалните ганглии и префронталната кора. Тя играе роля в избирането и кодирането на поведения, които запазват благополучието ни. След като поведението е заучено и представено в кората, дадена ситуация може да освободи съзнанието от него. По този начин поведението става несъзнателно. Решението „от горе надолу“ и „от долу нагоре“ при тези системи с допамин за определена реакция показва двупосочното взаимоотношение между Съзнанието и Несъзнаваното. Повишаването на допамина придружава положителните награди и човек ще подкрепя конкретните поведения. След като контекстът е установен положително, базалните ганглии получават информация за неговата мотивационна значимост. Но такива положително подкрепени поведения не винаги са полезни в дългосрочен план. Отслабването на допамина води до отрицателно подкрепление и избягване. Това може да стане в резултат на болезнени афекти. Предизвикващите тревожност ситуации ще се придружават със спад на допамин и изключване на специфичното емоционално откликване, като по – подходящите модели на доверие ще се потискат. Постепенно положителните модели се изплъзват, а след това изчезват от поведенческия репертоар на човек. Този ефект може да доведе до сложна несъзнавана система от реакции на избягване.
Допаминозависимата система се смята за модулатор на желанията, мотивацията афектите и когнитивния стил. Тя опосредства вниманието, настроенията и апетитите. В основата е на ирационални поведения, включително и тези работещи против благополучието на човек.